# Утилізація суден

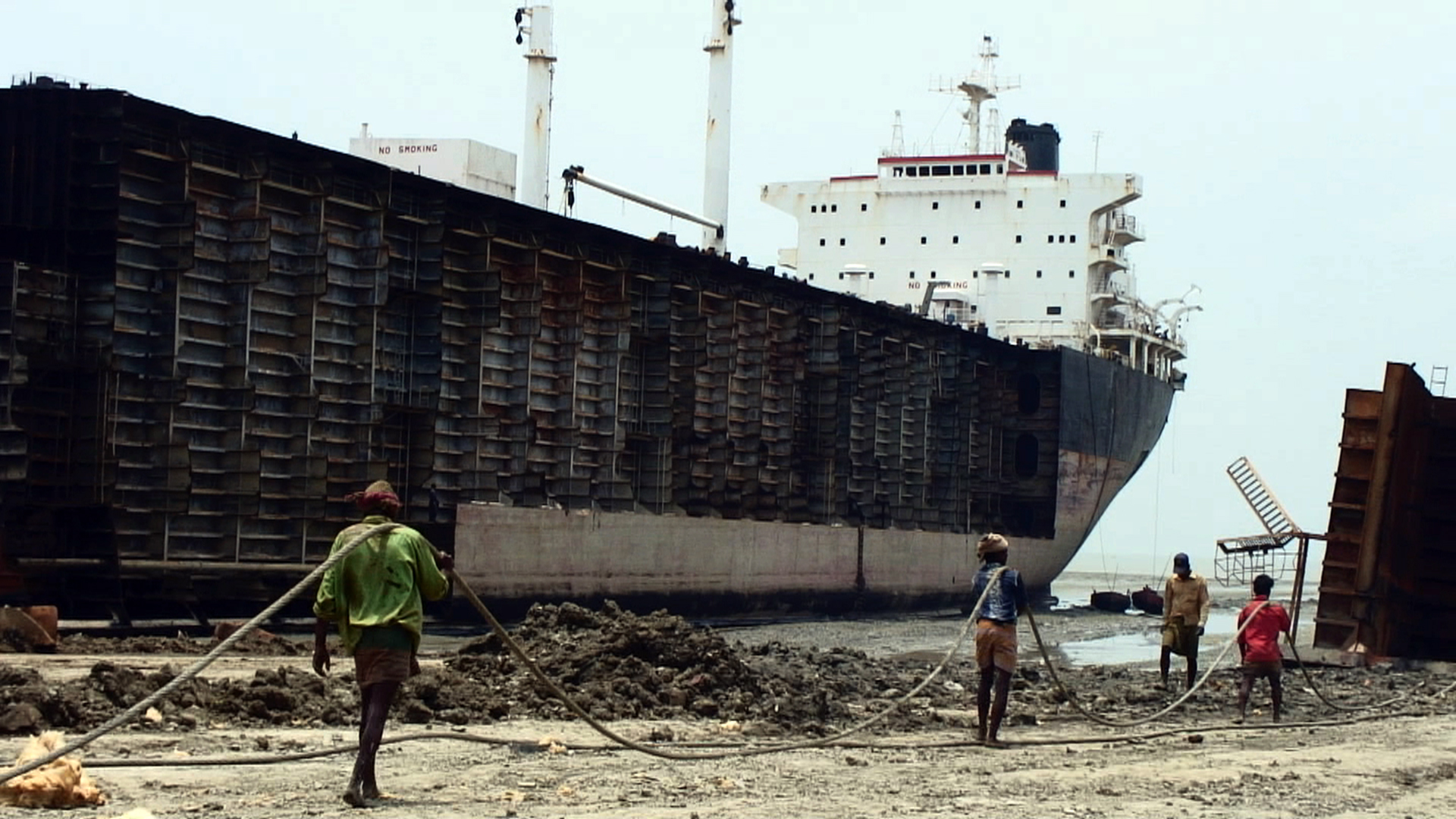
Причал суден для подальшої утилізації на узбережжі Індійського океану, Читтагонг, Бангладеш

Утилізація суден  — процес з демонтажу та утилізації обладнання і складових суден, переробки відходів або переміщення їх на довгострокове зберігання в безпечне місце. Одна з найприбутковіших індустрій, пов'язаних з переробкою відходів.
Зазвичай судна мають термін служби в кілька десятиліть, перш ніж їх експлуатація, а також переобладнання і ремонт стають економічно невигідними. Утилізація дозволяє повторно використовувати обладнання з борту судна, яке в основному може бути використано повторно, а також матеріали (особливо сталь). До процесу утилізації, в теорії, повинні пред'являтися високі вимоги з безпеки з точки зору нанесення шкоди довкіллю. Однак фактично утилізація більшості суден здійснюється в бідних країнах без будь-якого контролю, будучи вкрай трудомістким і небезпечним для життя заняттям.
У 2012 році на утилізацію було відправлено близько 1,2 тисячі океанських суден, із середнім віком в 26 років. За 2013 рік було утилізовано кораблів загальною водотоннажністю близько 29 млн т, з них 92% — в Азії. Найбільшу частку складають Індія, Бангладеш, Китай і Пакистан. Найбільшими місцями утилізації кораблів (кладовищами кораблів) вважаються Гадані (Пакистан), Аланг (Індія), Читтагонг (Бангладеш), Аліага (Туреччина). Найбільшими постачальниками суден на утилізацію є Китай, Греція, Німеччина. Над утилізацією кораблів в Індії, Бангладеші, Китаї і Пакистані безпосередньо працює, за оцінками, понад 100 тисяч осіб. Отримана сталь покриває 10% потреби Індії.
Альтернативою розбирання суден є затоплення очищеного корпусу судна, щоб створити штучні рифи.

## Історія
Дерев'яні кораблі утилізували спаленням або затопленням. У Великій Британії за часів Тюдорів повторно використовували деревину демонтованих кораблів.
У 1880 році брати Денні з Дамбартона розпочали будувати судна з використанням сталі, отриманої в результаті демонтажу старих кораблів. В кінці ХІХ століття ряд країн (серед яких Німеччина, Італія, Нідерланди та Японія) почали купувати списані британські кораблі, головним чином через високу якість їх корпусів, після розбирання яких сталеві листи можна було використовувати повторно. В Італії утилізувати кораблі почали в 1892 році, а в Японії — в 1896 році, після прийняття закону про субсидування місцевого суднобудування. Зазвичай перед продажем на металобрухт судно перейменовували, оскільки колишні господарі корабля не хотіли, щоб назва пошкодженого корабля кидала тінь на компанію-судновласника.
У 1930-х роках стало рентабельним розбирати кораблі не в сухому доці, а безпосередньо на березі поруч з підприємством з утилізації. Для цього судно, максимально полегшене, за високої приливної хвилі на повній швидкості викидалося на піщаний берег неподалік від місця демонтажу.
Компанія «Thos. W. Ward Ltd», одна з найбільших у Великій Британії, спеціалізувалася по демонтажу, відновленню і перепродажу всього суднового обладнання та устаткування. З утилізованих військових суден вилучали озброєння.
Утилізація судів — галузь, в якій масово використовують некваліфіковану і низькооплачувану ручну працю. Тому в середині ХХ століття утилізацію суден почали зосереджувати у країнах Східної Азії. Але після того, як заробітна плата в таких країнах, як Японія, Корея, Тайвань, а потім і Китай виросла, галузь почала переходити в країни Південної Азії . У Великій Британії та США залишилися поодинокі підприємства, що займаються демонтажем суден особливого призначення за державними замовленнями.
У 1960 році під час шторму грецьке судно «MD Alpine» було викинуте на беріг Сітакунда неподалік від Читтагонгу. Його було неможливо повторно спустити на воду. У 1965 році компанія «Chittagong Steel House» придбала корабель і пустила його на злам. Для утилізації треба було кілька років, але внаслідок цієї роботи Бангладеш почав спеціалізуватися по утилізації суден. Одночасно така ж галузь стала однією з основних у Пакистані, де до 1980 року підприємство з утилізації було найбільшим в світі.
Зосередженню промисловості по утилізації суден у Південній Азії в 1980-х роках сприяло також посилення природоохоронного законодавства в промислово розвинених країнах, яке призвело до збільшення витрат на вилучення небезпечних в екологічному плані матеріалів. Але в 2004 році рішення Базельської конвенції офіційно класифікував старі судна як «токсичні відходи», не дозволяючи їм покинути країну без дозволу держави-імпортера. Це призвело до відновлення утилізації в екологічно безпечних місцях в розвинених країнах, особливо на колишніх суднобудівних верфях.
У зв'язку з цим розгорівся конфлікт навколо демонтажу французького авіаносця «Клемансо». 31 грудня 2005 року корабель покинув Тулон для демонтажу в Аланг, Індія, де не було можливостей для утилізації токсичних відходів. 6 січня 2006 року Верховний суд Індії відмовив французькому кораблю в заході до порту Алангу. Державна рада Франції дала авіаносцю розпорядження повернутися до французьких вод. Врешті утилізацію авіаносця доручили британській компанії «Able UK» в Хартлпулі, яка могла забезпечити демонтаж корабля згідно нових екологічних норм . Демонтаж розпочався 18 листопада 2009 року і до кінця 2010 року повністю завершений. Ця подія вважається поворотним пунктом в області утилізації списаних кораблів. З 1990-х років у Європі та США підприємства, що спеціалізуються по демонтажу суден почали відроджуватися.
У 2009 році Асоціація правників-екологів Бангладеш виграла судову справу про заборону будь-якого неякісного демонтажу суден на підприємствах країни. У зв'язку з цим протягом 14 місяців на підприємства не надходили судна для демонтажу, а до закінчення заборони були ліквідовані тисячі робочих місць. У тому ж році вибухнула світова економічна криза і зниження глобального попиту призвели до збільшення кількості суден, виведених з експлуатації і придатних до утилізацію.

## Техніка
Процес виведення корабля з експлуатації докорінно відрізняється у розвинених і в країнах, що розвиваються. Обидва процеси починаються з аукціону, де виграє контракт з найвищою ціновою пропозицією. Потім підприємство з утилізації купує судно у міжнародного брокера, який займається продажем списаних кораблів. Звичайна ціна покупки списаного корабля становить близько 400 доларів за тонну, при цьому, ціна тим вище, чим менше екологічних заборон в країні, де знаходиться підприємство, зайняте переробкою . Купівля суден для утилізації становить 69% від доходу, отримуваного промисловістю в Бангладеш, при цьому на оплату праці йде всього 2%. До місця демонтажу корабель приходить сам або буксирується.

### Країни, що розвиваються
У країнах, що розвиваються, головним чином на індійському субконтиненті, судна під час припливу викидаються на берег на пологих піщаних припливних пляжах, що полегшує доступ до них під час демонтажу. Навіть для капітана з великим досвідом маневр великим сдном на мілководді і на високій швидкості вимагає вміння і сміливості, і не завжди такий маневр вдається. Потім скидається якір, що стабілізує корабель, і вимикається двигун. Для повного демонтажу звичайного вантажного судна водотоннажністю 40 000 тон, потрібна робота впродовж 3 місяців бригади з 50 робітників.
Дмонтаж розпочинається зі зливу палива і протипожежної рідини, які потім продаються. Знімаються і відправляються на місцеві ринки або на експорт всі предмети багаторазового використання — електропроводка, меблі та обладнання. Шкідливі матеріали повинні направлятися на спеціальну утилізацію, але не завжди вивезення і зберігання шкідливих відходів правильно організовані. Іноді вони просто відсутні. Наприклад, для того, щоб отримати доступ до вартісного металу в електричних кабелях токсичну ізоляцію просто спалюють. Техніка безпеки на дуже низькому рівні, хоча деякі грубі запобіжні заходи існують. Так, щоб визначити, чи безпечно спускатися в той чи інший відсік, туди опускають спочатку курчат, і якщо птахи повертаються живими, дозволяють доступ туди робітників.
Для розрізання сталевого корпусу використовують газові пальники і кувалди. Крани при демонтажу суден зазвичай не використовують через високу вартість їх есплуатації. Частини корпусу просто відбивають і витягують на берег вручну або іноді за допомогою лебідки чи бульдозера. Потім на березі їх ріжуть на дрібніші частини. 90% сталі переробляється як брухт і транспортується на металургійні підприємства, де плавиться в електродугових печах, відливається у злитки і прокочується. При прокаті нагрітих сталевих пластин, пофарбованих фарбами, утворюються діоксини.
Речовини, утилізація або правильне зберігання яких занадто вартісне, залишають на березі або підпалюють. У Бангладеш зберігається 79 000 тонн азбесту, 240 000 тон ПХД і 210 000 тон озоноруйнуючих речовин (головним чином, хлорованого пінополіуретану).

### Розвинені країни
У розвинених країнах процес демонтажу відбувається відповідно до технічно обгрунтованих заходів екологічної безпеки, які опубліковані в Базельській конвенції 2003 року. На підприємствах в розвинених країнах може бути досягнутий рівень утилізації 98%.
До демонтажу складається перелік небезпечних речовин. Всі небезпечні матеріали і рідини, такі як трюмна вода, вилучаються до процесу демонтажу судна. У перегородках просвердлюються вентиляційні отвори задля втлучення легкозаймистих випарів.
Судно спочатку розміщують в сухому доці або на пірсі. Сухий док коштує дорожче, ніж плавучий, але вважається більш екологічно чистим, оскільки в ньому можуть бути локалізовані і легко ліквідовані протікання забруднюючих рідин. Потім корабель закріплюється, щоб забезпечити його стійкість [3] [28] . Найчастіше видаляють гребний гвинт, щоб полегшити переміщення судна на мілководді.
Робітники повинні повністю розшити корпус судна за допосогою плазмових і газових пальників. Все, що має цінність, наприклад запасні частини і електронне устаткування, продається для повторного використання, хоча додаткові витрати на оплату праці робітників означають, що предмети низької вартості продавати не вигідно. Базельська конвенція вимагає, щоб обов'язково розділялися небезпечні і безпечні відходи і що це має бути зроблено до того, як розпочнеться розрізання корпусу. Азбест, виявлений в машинному відділенні, ізолюється і зберігається у виготовленій на замовлення пластиковій упаковці до приміщення в надійні сталеві контейнери, які потім захоронюються на сміттєзвалищах.
Небезпечні відходи (наприклад, свинцево-кислотні батареї або електронні друковані плати) можуть бути перероблені у нові продукти. Іншим способом ізоляції небезпечних відходів є їх цементування і стабілізація. Після спалювання у цементних печах цілий ряд небезпечних відходів змінюють свої фізичні властивості і зменшують свою токсичність. Небезпечні відходи також можуть бути знищені шляхом високотемпературного спалювання. Легкозаймисті відходи можуть іноді служити додатковими джерелами енергії. Деякі види небезпечних відходів можуть бути усунені за допомогою піролізу — розщеплення при високій температурі в полум'ї електричної дуги без доступу повітря, щоб уникнути згоряння і утворення токсичних газів. Цей метод обробки краще високотемпературного спалювання, оскільки забезпечує знищення концентрованих органічних відходів, включаючи ПХД, пестициди та інших стійких органічих забруднювачів. Небезпечні хімічні речовини також можуть постійно зберігатися на звалищах .
Цінні метали, такі як мідь з електричних кабелів, можуть бути вилучені шляхом використання шредерів і сепараторів. Це стосується також і до переробки електроніки. Подрібнювачі ріжуть електроніку на металеві та неметалеві частини. Метали витягуються з використанням магнітних сепараторів, колон повітряної флотації, вібруючих столів або вихрових струмів. Пластик містить небезпечні відходи (наприклад, азбест, ПХБ, вуглеводні) і не може бути переплавлений.
Великі предмети, такі як деталі двигуна, витягуються і продаються в міру їх вилучення.
Корпус судна розрізається на 300-тонні секції, починаючи з верхньої палуби і поступово спускається донизу. Для розрізання найчастіше використовуються киснево-ацетиленові пальники, однак іноді деталі корпуса підривають невеликими спрямованими зарядами, що дозволяє швидко вилучити великі частини корпусу. Розрізані секції направляють в електродугову піч для переплавлення. Токсична фарба перед нагріванням повинна бути вилучена.

## Ризики для здоров'я
У країнах, що розвиваються 70% суден просто викидають на беріг для демонтажу, де (особливо на старих кораблях) азбест, свинець, поліхлоровані дифеніли і важкі метали становлять небезпеку для робітників. Опіки від вибухів і пожеж, задуха, каліцтва від падаючого металу, онкологія і хвороби від токсинів — часті в галузі. Азбест активно використовувався в суднобудуванні, поки в середині 1980-х років не була встановлена його канцерогенність і в більшості розвинених країн використання азбесту було офіційно заборонено. Але при розбиранні старих кораблів зони, забруднені азбестовим пилом, а значить, потенційно канцерогенні — поширене явище.
При розрізанні корпусу судна використовуються високотемпературні ацетиленово-кисневі пальники. У зв'язку з цим в повітрі постійно знаходяться випари летючих матеріалів і шкідливих речовин, а також краплі розплавленого металу. Все це є причиною серйозних небезпек і потенційних ризиків для робітників. У розвинених країнах засоби захисту від шкідливого пилу і випарів, а також дорогі страховки роблять демонтаж суден економічно невигідним. Ціна металобрухту, одержаного при розрізанні корпусу корабля, не виправдовує витрат.
Однак в світі, що розвивається функціонування заводів з утилізації кораблів залишається вигідним, оскільки їх власники не витрачають коштів на захист робітників, а ті, в умовах загальної бідності, згодні на роботу в умовах, небезпечних для життя. При цьому використовуються засоби захисту недостатні або взагалі відсутні. Велика також небезпека обвалення важкого устаткування, яке неможливо закріпити на піщаних пляжах. У закритих порожнинах, звідки в повному обсязі було видалено паливо або горючі гази, велика небезпека вибухів. За звітами місцевих контролюючих органів в Бангладеш на підприємствах з утилізації старих суден щотижня гине один робітник, і в середньому один робітник отримує важку травму щодня .
Національні уряди в країнах Південної Азії, власники підприємств і колишні судновласники, ігнорують Базельську конвенцію. За даними Інституту глобальної праці і прав людини, профспілок на заводах з утилізації кораблів немає, ті ж працівники, які намагаються їх створити, звільняються і заносяться в чорний список. З робітниками не укладають офіційного контракту, тому вони позбавлені будь-яких прав. Працівники живуть в тісноті і антисанітарії, а сплять в переповнених гуртожитках. Влада не розкриває статистику травматизму, тому проблема недооцінюється. Широко поширена дитяча праця: 20% робітників на заводах з утилізації кораблів у Бангладеш, молодші 15 років, і вони в основному зайняті на небезпечній роботі з газовими пальниками для різання металу .
З 2003 року в Мумбаї, Індія, діє профспілка працівників портового управління і профспілка працівників загального профілю, яка об'єднує 15 000 членів та відсуджує компенсацію за загибель людей. Філія цієї профспілки відкрилася в Аланзі, яка з 2005 року домоглася для робітників права на оплачувані відпустки і придбання засобів захисту за рахунок господарів підприємства. Є надія на те, що мережа профспілок виникне по всій південно-азійській береговій лінії.
У 2006 році Міжнародна морська організація розробила глобальне законодавство, що стосується конструкції та утилізації суден, і стежить за його дотриманням. Крім того, за безпекою умов праці спостерігає «Грінпіс», який розробив схему «Зелений паспорт». На всіх судах перш, ніж вони будуть утилізовані, повинна бути проведена інвентаризація небезпечних матеріалів, а все обладнання має відповідати вимогам безпеки та гігієни праці. Однак, багато підприємств перешкоджають проходу на їх територію членів природоохоронних організацій і журналістів. У випущеній доповіді рекомендується, щоб розвинені країни створили спеціальний фонд для підтримки підприємств з утилізації суден, сертифікували перевізників як «безгазових» (тобто безпечних для різання) і видаляли токсичні матеріали з кораблів, що йдуть на утилізацію. На додаток до вже прийнятих міжнародних договорів, такі організації, як НВО «Платформа з утилізації суден», Інститут глобальної праці і прав людини і «Союз токсинів», лобіюють поліпшення умов праці в галузі .

## Екологічні ризики
В останні роки утилізація старих суден стала проблемою для охорони довкілля, і ця проблема не зводиться до дотримання правил техніки безпеки на підприємствах з утилізації кораблів. Багато підприємств з демонтажу кораблів працюють в країнах, що розвиваються, де екологічне право не дотримується взагалі або в значній мірі, що дозволяє великій кількості високотоксичних матеріалів проникати в навколишнє середовище і викликає серйозні проблеми зі здоров'ям у працівників, місцевого населення і диких тварин . Групи екологічних організацій, такі як «Грінпіс», зробили це питання одним з головних пріоритетів своєї діяльності.
Вздовж узбережжя індійського субконтиненту для того, щоб звільнити місце для демонтажу морських суден були вирубані екологічно важливі мангрові ліси, які є цінним джерелом захисту від тропічних штормів і мусонів. Наприклад, в Бангладеш в 2009 році було незаконно вирубано 40 000 мангрових дерев. Світовий банк встановив, що в даний час в прибережних районах країни існує ризик затоплення. Через розвиток промисловості по утилізації суден в країні були знищені 21 вид риб і ракоподібних. Велику небезпеку становлять свинець, оловоорганічні сполуки, що використовуються при виробництві фарб проти обростання корпусу, поліхлоровані органічні сполуки, побічні продукти згоряння, такі як поліциклічні ароматичні вуглеводні, діоксини. Їх витік становить небезпеку для навколишнього середовища.
Базельська конвенція від 1989 року про контроль за транскордонним перевезенням небезпечних відходів та їх видаленням була ратифікована 166 країнами, включаючи Індію і Бангладеш, а з 2004 року її положення стали застосовувати в галузі списання морських суден та виведення їх з експлуатації. Конвенція спрямована на припинення перевезення небезпечних речовин в менш розвинені країни. Проте, «Грінпіс» повідомляє, що ні експортери суден, ні країни-порушники не дотримуються цієї політики. Організація рекомендує всім сторонам забезпечити повне дотримання Базельської конвенції та зобов'язується притягувати до відповідальності тих, хто її порушує. Крім того, рішення про те, що на судні не виконуються екологічні норми часто приймається в міжнародних водах, де конвенція не має юрисдикції.
У 2009 році була прийнята Гонконгська конвенція, яка є компромісною угодою в порівнянні з Базельською. Вона дозволяє експортувати судна для утилізації, при дотриманні ряду умов: всі шкідливі речовини на суднах повинні бути інвентаризовані, а кожне підприємство з утилізації має опублікувати план утилізації для захисту навколишнього середовища. Але Гонконгську конвенцію підписали лише окремі країни.
У березні 2012 року Європейська комісія запропонувала посилити правила, щоб гарантувати відповідальність всіх сторін. Згідно з цими правилами, якщо судно має європейський прапор, воно повинно бути утилізовано на підприємстві, що входить до «зеленого списку» ЄС. Підприємства повинні відповідати екологічним вимогам, а контроль над ним регулюється на міжнародному рівні, що дозволяє обійти корумповані місцеві органи влади. Проте, є свідчення того, що судновласники змінюють прапор, щоб ухилитися від правил. Китайські заводи з переробки суден люто протестували проти запропонованих європейськими країнами норм. Хоча китайські підприємства з переробки завдають меншої шкоди природі, ніж південноазійські, європейські та американські підприємства з утилізації суден, де дотримуються значно суворіші норми.

## Галерея

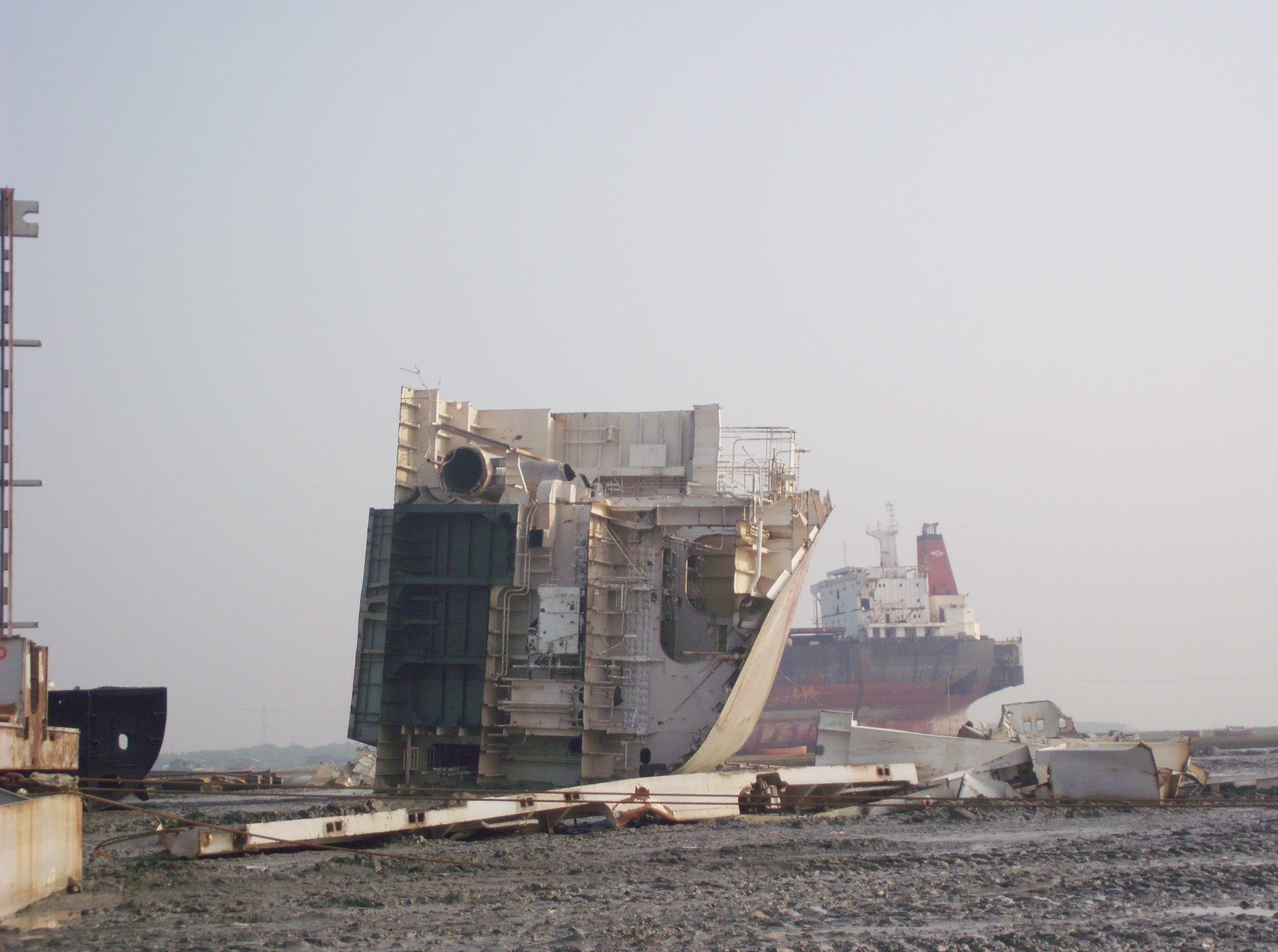
Демонтаж суден на судноремонтному заводі в Читтагонзі, Бангладеш
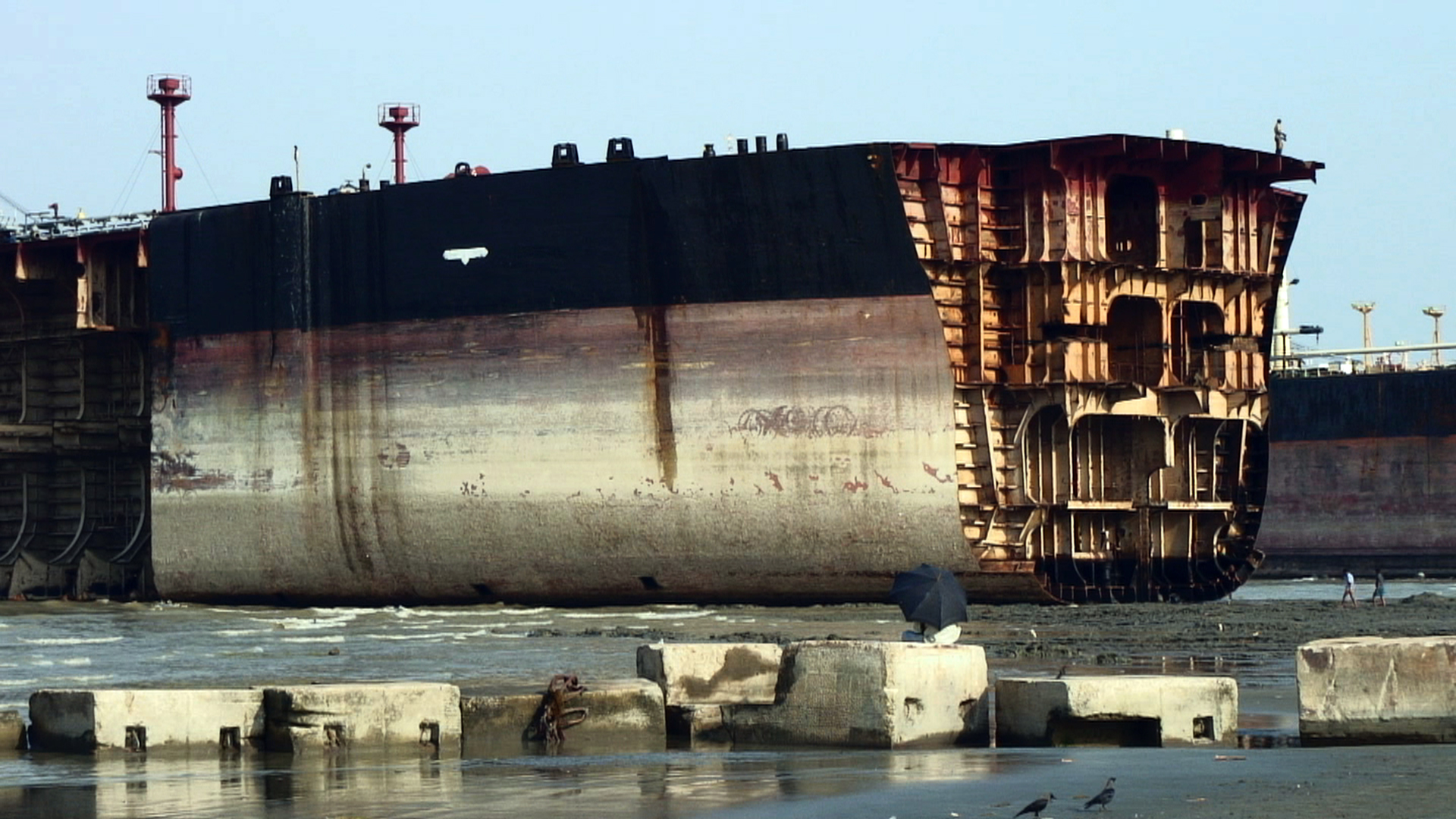
Судноремонтний завод в Читтагонзі, Бангладеш
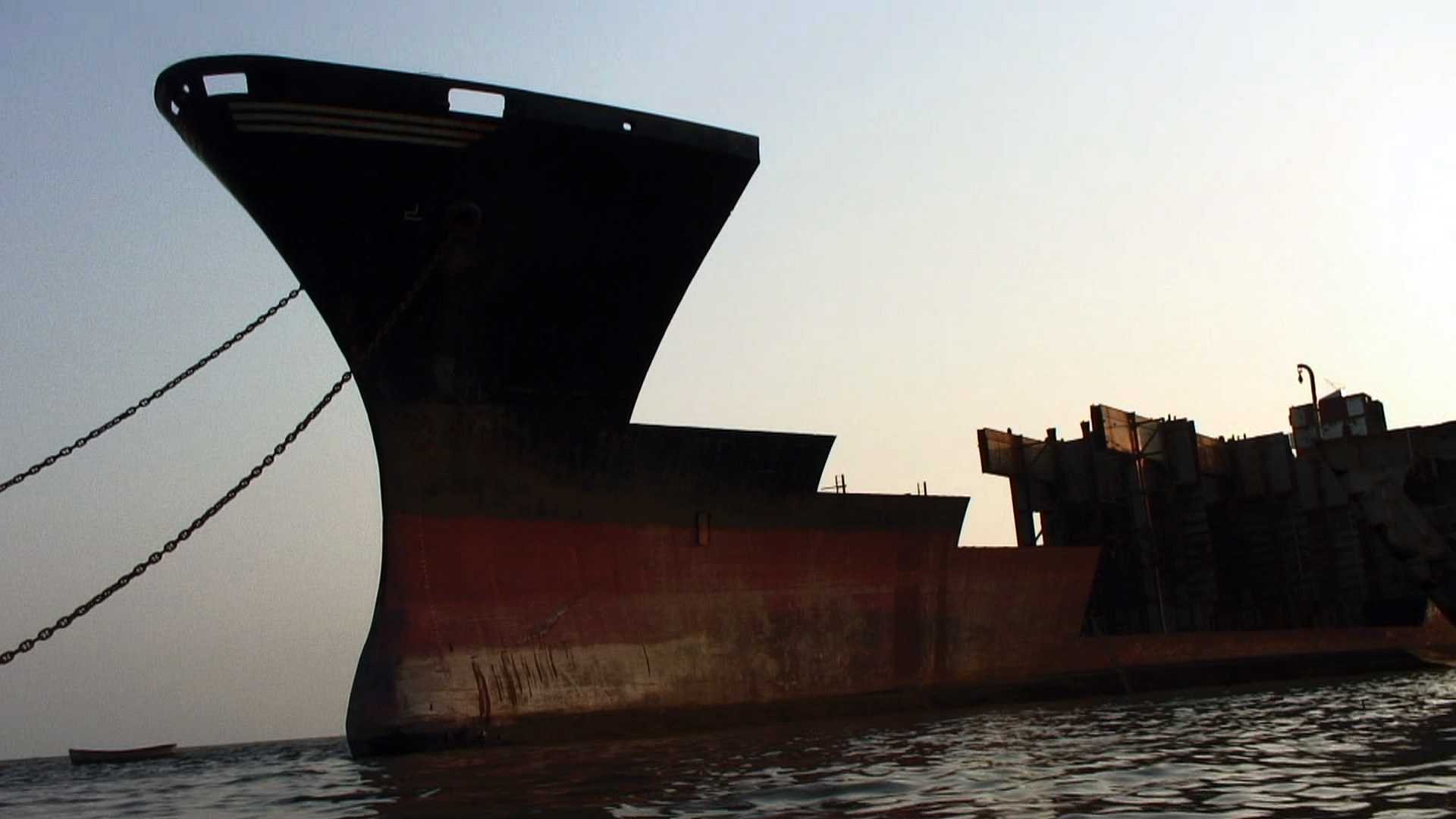
Судноремонтний завод в Читтагонзі, Бангладеш
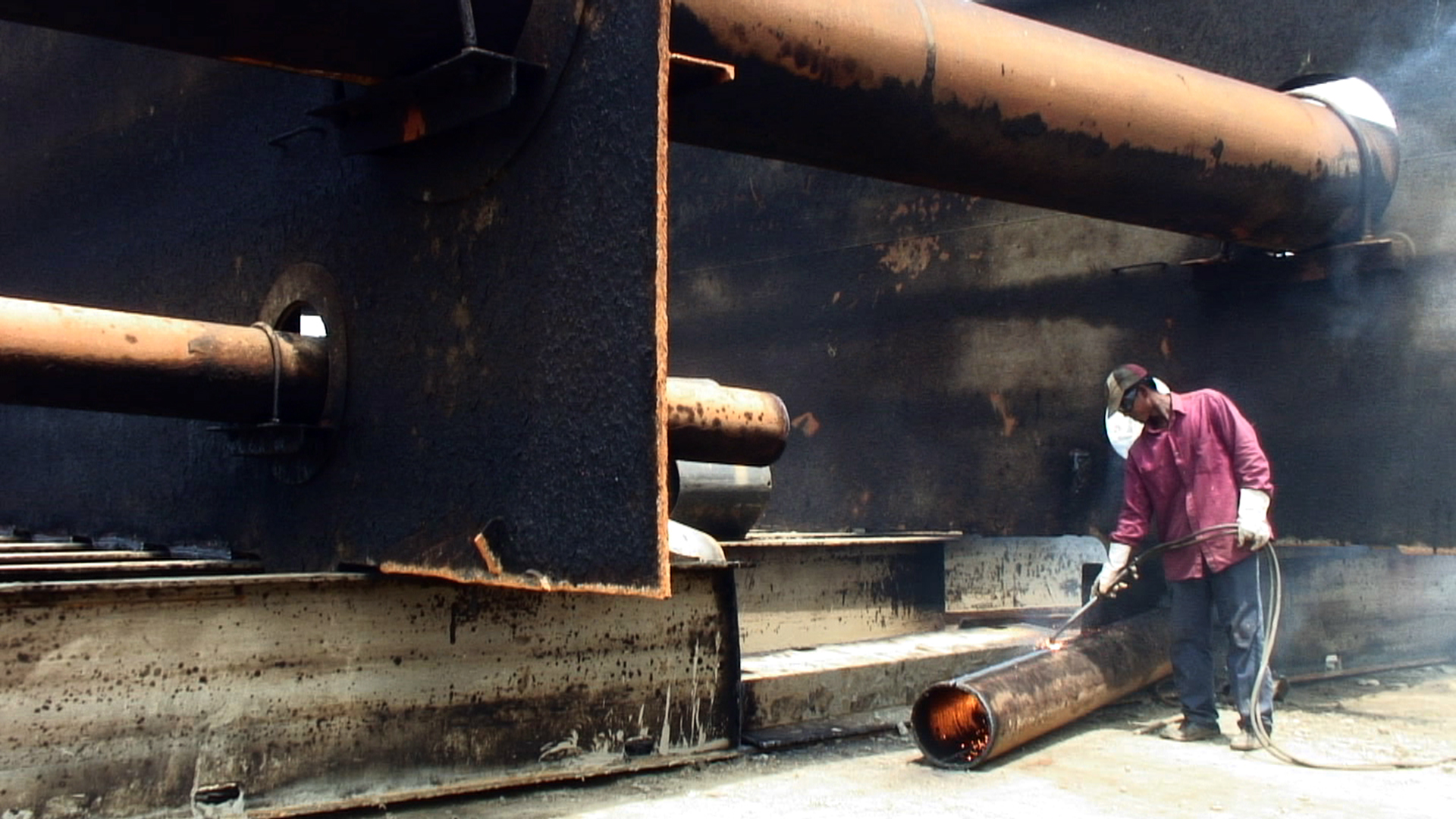
Судноремонтний завод в Читтагонзі, Бангладеш
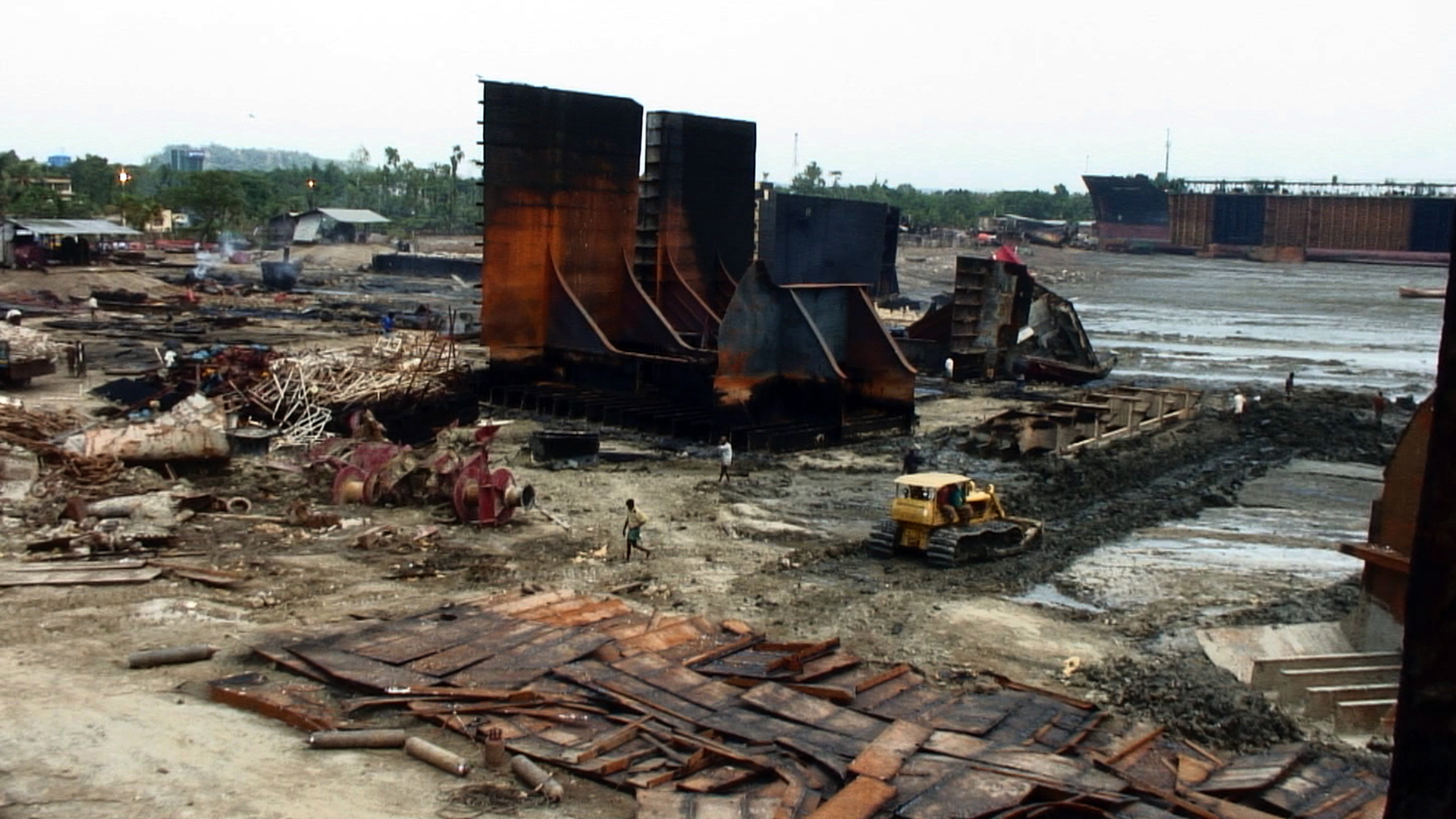
Судноремонтний завод в Читтагонзі, Бангладеш
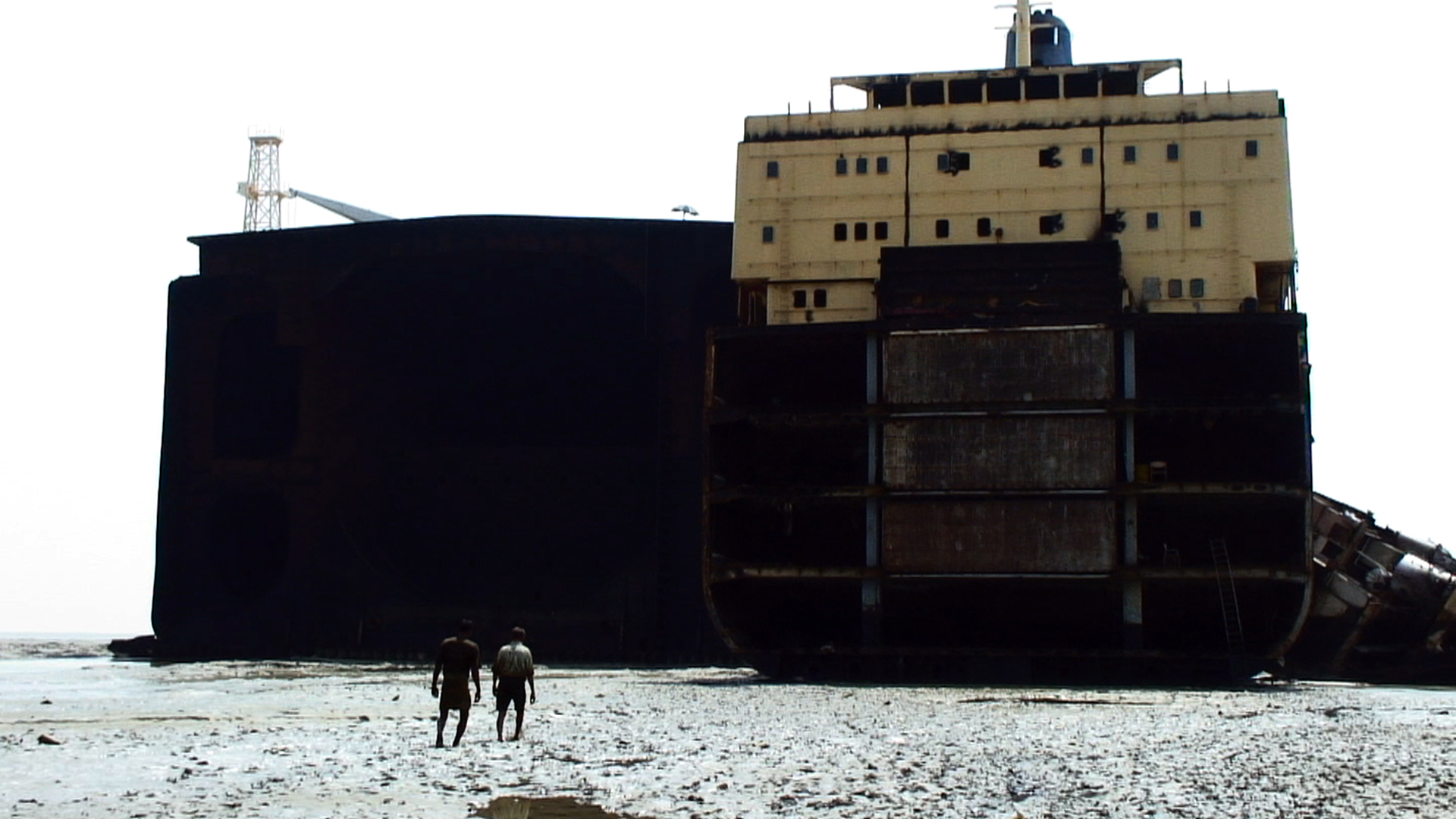
Судноремонтний завод в Читтагонзі, Бангладеш
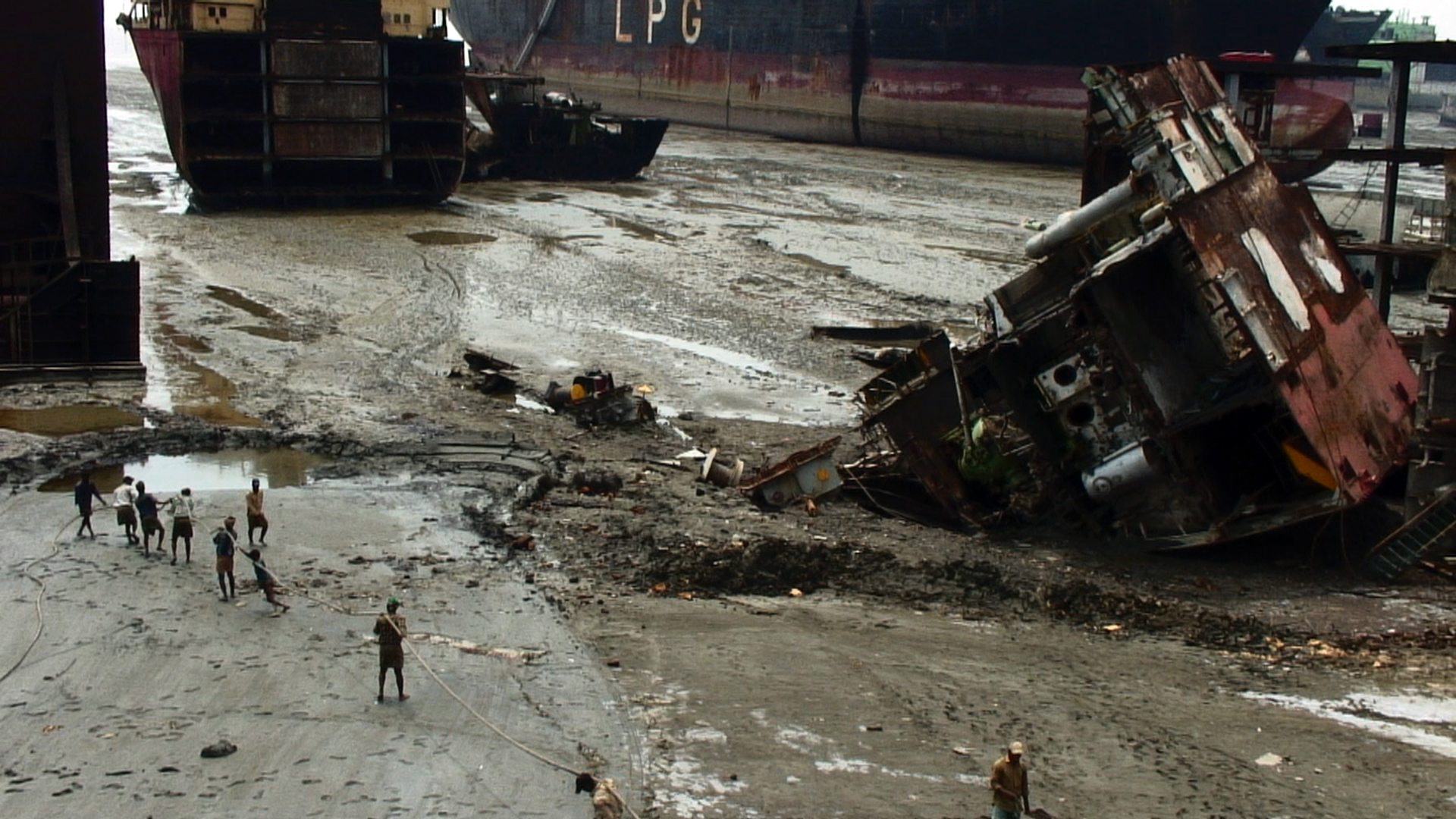
Судноремонтний завод в Читтагонзі, Бангладеш
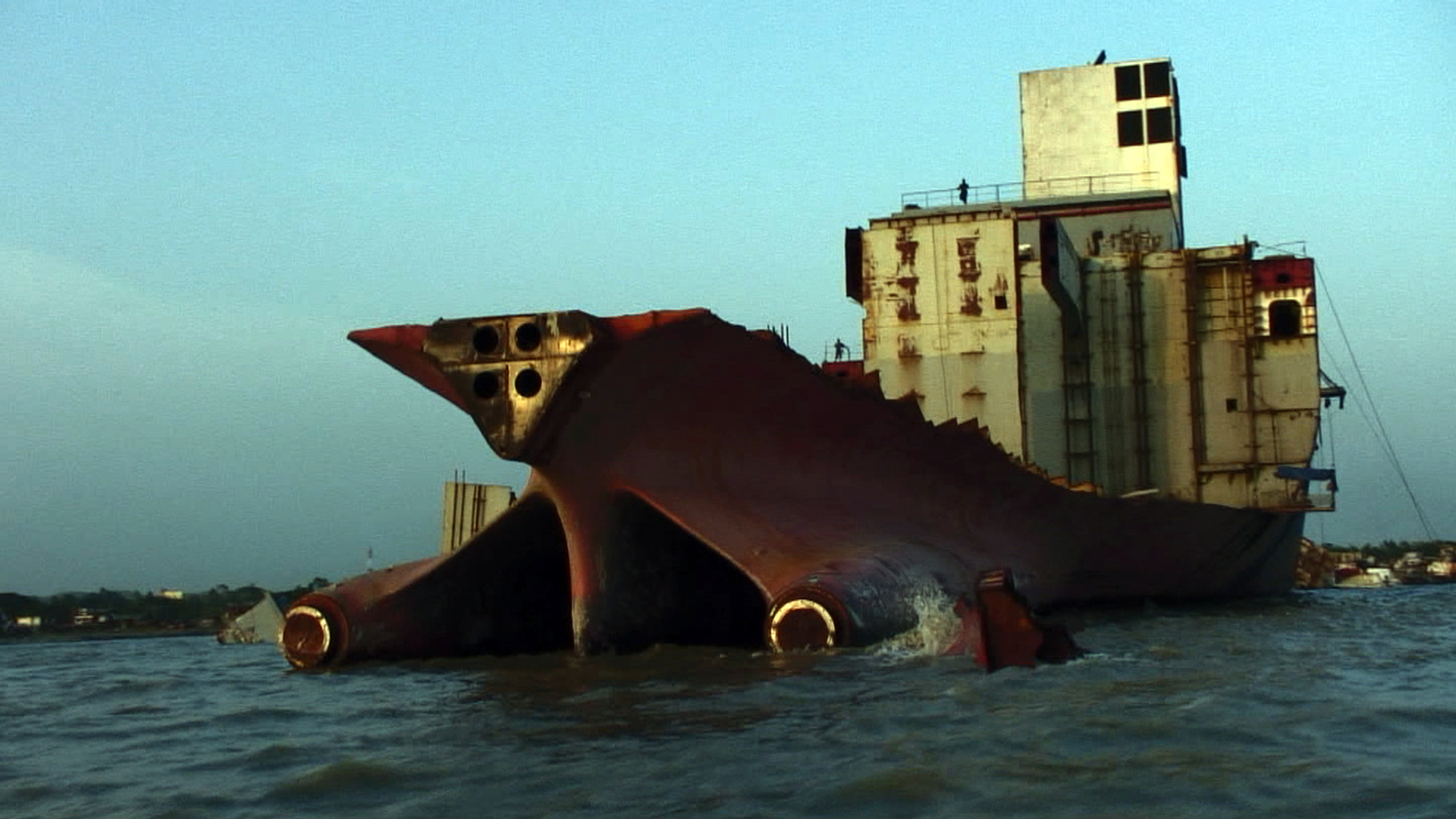
Судноремонтний завод в Читтагонзі, Бангладеш
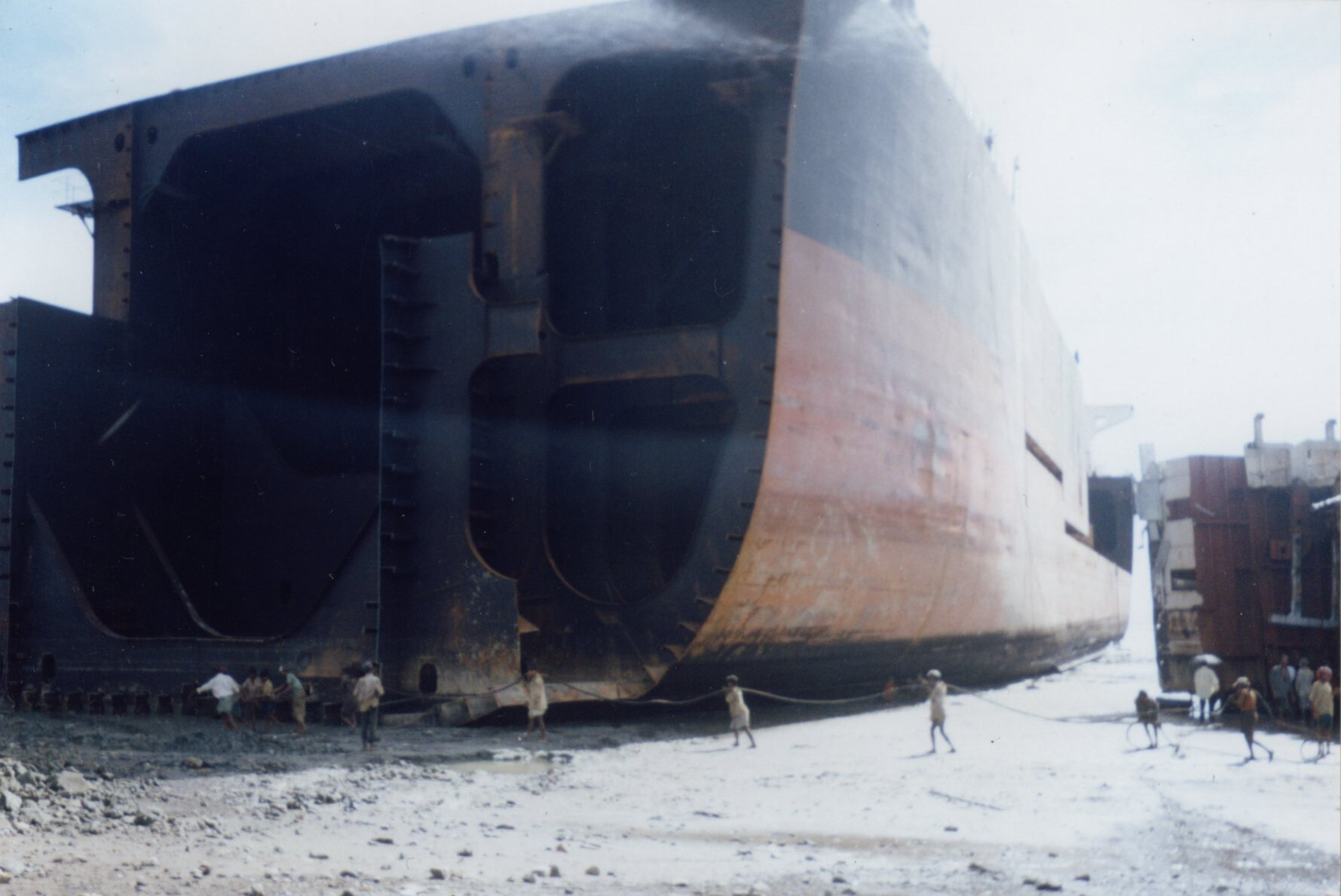
Демонтаж суден на судноремонтному заводі в Ситакунді, Бангладеш
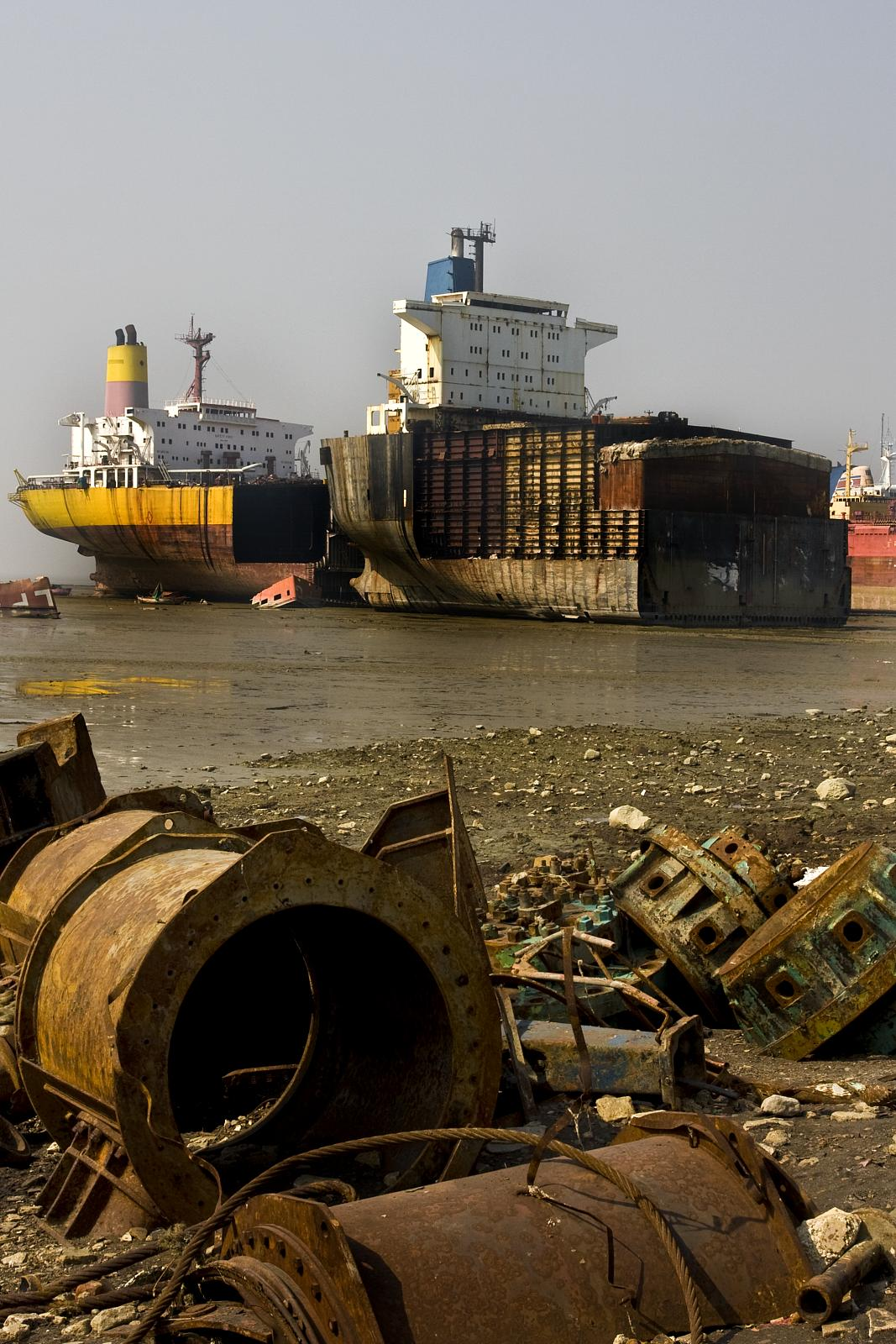
Судноремонтний завод в Ситакунді, Бангладеш
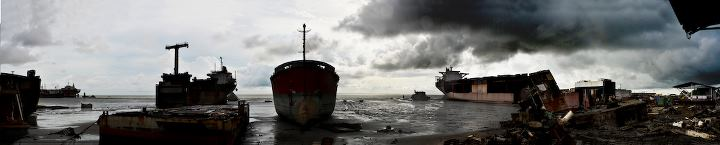
Демонтоване судно в Читтагонзі
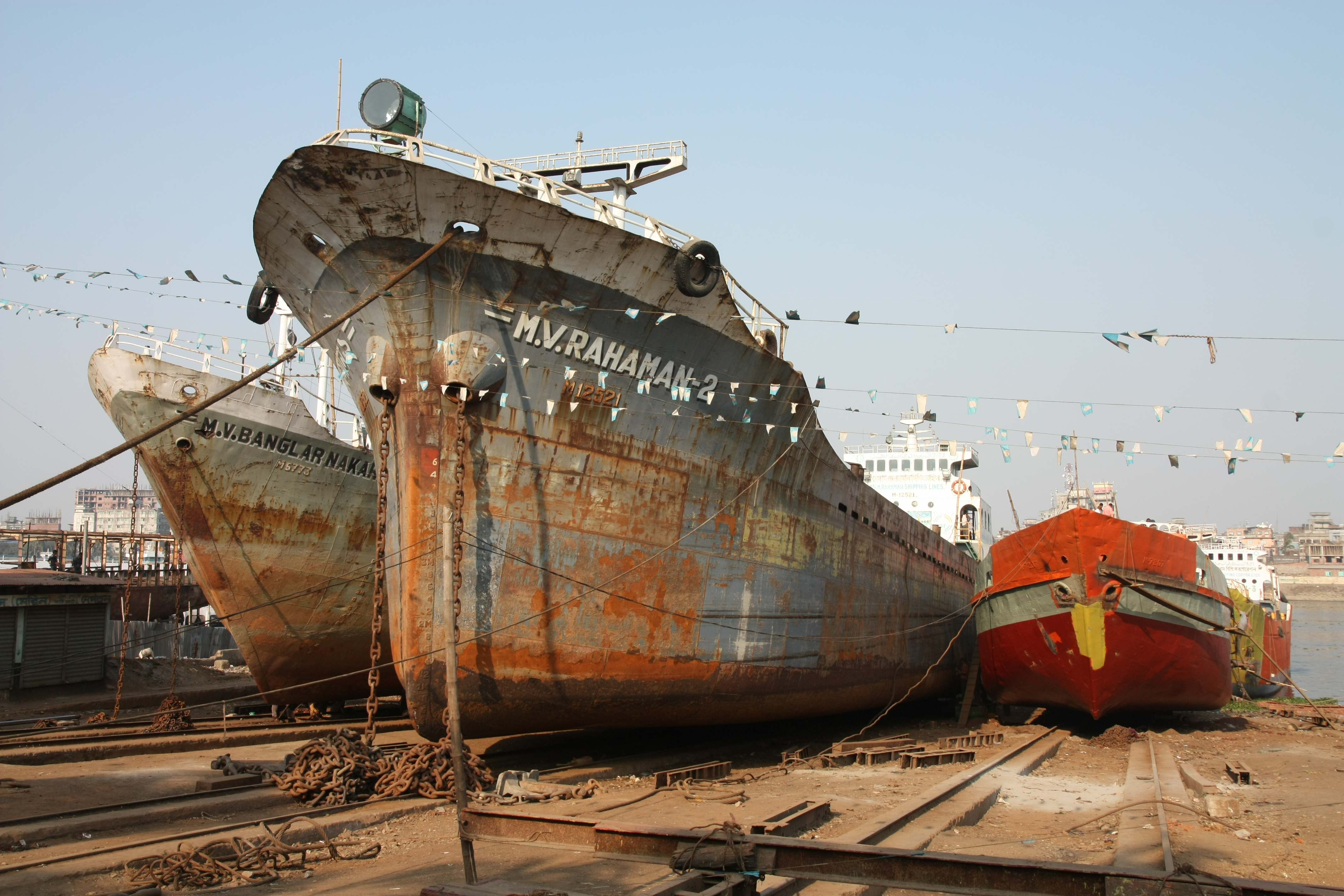
Демонтаж судна на верфі на річці Буриганзі